# Silvio Ilinković
Silvio Ilinković (Nova Bila, 5. listopada 2002.) bosanskohercegovački je nogometaš koji trenutačno igra za Rijeku na poziciji veznjaka.